# Nguyễn Phúc Dĩ Hy
Nguyễn Phúc Dĩ Hy (chữ Hán: 阮福以嬉; k. 1887 – 1907), thường bị gọi nhầm là Hỷ Hỷ, phong hiệu Ngọc Sơn Công chúa (玉山公主), là một công chúa con vua Đồng Khánh nhà Nguyễn trong lịch sử Việt Nam.

## Tiểu sử
Hoàng nữ Dĩ Hy là con gái thứ của vua Đồng Khánh, mẹ là Lục giai Tiệp dư Hồ Thị Quy. Bà Tiệp dư sinh được 3 người con gái (Hỷ Duyệt, Dĩ Hy, Nhu Hỷ), nhưng chỉ có công chúa Dĩ Hy là sống đến tuổi trưởng thành.
Tháng 11 (âm lịch), Thành Thái năm thứ 15 (1903), công chúa Dĩ Hy lấy chồng là Trung quân Đô thống Nguyễn Hữu Tiễn, con trai thứ của Đông Các Đại học sĩ Nguyễn Hữu Thảng. Vua chuẩn cho chiếu theo lệ cấp nữ trang và phủ đệ tất cả 2500 đồng. Tuyên Hóa Quận công Bửu Tán (em ruột của vua Thành Thái) làm chủ hôn, Thống chế Tôn Thất Phương sung việc thu xếp.
Bà sinh được một người con gái, rồi mắc bạo bệnh và qua đời lúc mới 20 tuổi. Dựa vào năm lấy chồng của công chúa Dĩ Hy, có thể đoán được bà sinh vào khoảng năm 1887 và mất vào khoảng năm 1906 - 1907.
Thể theo di nguyện vọng của công chúa, phò mã Tiễn đã tái hôn với một Tôn nữ trong hoàng thất, là Công tôn nữ Thị Trân, con gái của Kiên Quận công Ưng Quyền, em trai vua Đồng Khánh. Phò mã Tiễn và bà Thị Trân có với nhau 7 người con.
Tháng 12 (âm lịch), năm Khải Định thứ 2 (1917), vua xuống dụ truy tặng cho hoàng muội Dĩ Hy làm Ngọc Sơn Công chúa (玉山公主), ban thụy là Trang Nhã (莊雅). Bài dụ có lời rằng: “Cố muội Dĩ Hi tuy đã trưởng thành, lấy chồng chưa được bao lâu thì đã vùi hương đi mất, thực vô cùng đau xót. Từ lâu đã bặt tiếng tiêu huynh đệ, từng ôn niềm Tư Mã thở than. Lòng người yêu quý người thân há đâu phân biệt người còn hay mất”.
Năm 1921, phò mã Tiễn cho xây dựng biệt phủ và làm nơi thờ tự người vợ quá cố của mình (phủ thờ hiện tọa lạc tại số 31, đường Nguyễn Chí Thanh, thành phố Huế). Nhiều kỷ vật của phò mã cùng các vật dụng thường ngày đều được lưu giữ nguyên vẹn tại phủ thờ. Gian giữa nhà là nơi thờ tự, bên trên treo bức hoành phi Ngọc Sơn công chúa từ, phía trước đặt bàn thờ Phật, phía sau đặt di ảnh của phò mã Nguyễn Hữu Tiễn, công chúa Ngọc Sơn và Công tôn nữ Thị Trân. Mộ của bà Công tôn nữ được táng giữa vườn cây xanh ngay trong khuôn viên của phủ.
Tẩm mộ của công chúa Ngọc Sơn ngày nay tọa lạc trên đường Minh Mạng, phường Thủy Xuân, Huế. Mộ của phò mã Tiễn nhỏ hơn, được táng bên phải lăng của công chúa.